# کتی کستر
کتی کستر (به انگلیسی: Kathy Castor) نمایندهٔ حوزه انتخابیه چهاردهم فلوریدا از حزب دموکرات ایالات متحده آمریکا در مجلس نمایندگان ایالات متحده آمریکا است که برای نخستین‌بار در ۷ ژانویه ۲۰۰۷ میلادی به‌عضویت این مجلس درآمد.